# 大韓佛教彌勒宗
大韓佛教彌勒宗屬於元曉思想的韓國佛教派別之一，1942年由金桂朱於全羅南道光山郡西所創立，創立初期稱為戊敎，1946年更名為戊乙敎，1959年10月金洪玄被推舉為教主並於1964年10月致文化公告部將其登記為彌勒宗，1977年12月再次更名為大韓佛教彌勒宗。總部位於全羅南道金剛山郡西昌面浦向面769號。

彌勒宗以彌勒佛為本尊佛，真表律师为大宗祖，彌勒宗之宗旨為以彌勒佛為願佛，皈依彌勒佛，眾生隨順，九重濟世，三綱五倫與天地人三合仙佛儒統合。 受到甑山姜一淳的啓示，洪原的金桂朱於1942年9月取名為戊教，1946年更名為戊乙教，1950年被共產黨屠殺而處於分裂狀態，直到1964年金洪玄師父將其變更登記改為彌勒宗。
重要活動包括6月21日的上監任生辰日，6月15日的炎齊神農氏祭日及6月24日的彌勒仙化記念致誠日等等。

## 附註
1. ↑  大韓佛教彌勒宗. .   [2018-03-21]. （原始内容存档于2018-03-21）.
2. ↑  大韓佛教彌勒宗. .
3. 1 2 3 4  종교·철학 > 한국의 종교 > 한국의 불교 > 한국불교의 종파 > 대한불교미륵종, 《글로벌 세계 대백과사전》